# Pilosocereus aureispinus
Pilosocereus aureispinus är en kaktusväxtart som först beskrevs av Albert Frederik Hendrik Buining och Brederoo, och fick sitt nu gällande namn av Friedrich Ritter. Pilosocereus aureispinus ingår i släktet Pilosocereus och familjen kaktusväxter. Inga underarter finns listade i Catalogue of Life.